# Salbia haemorrhoidalis
Salbia haemorrhoidalis là một loài bướm đêm thuộc họ Pyralidae. Nó là loài bản địa của Nam Mỹ, Trung Mỹ, the Antilles và miền nam Hoa Kỳ, nhưng đã được du nhập ở Hawaii năm 1956 và Queensland năm 1958 để kiểm soát Lantana.
Ấu trùng ăn the flowers of Lantana species.